# Retribution (catch)
Pour les articles homonymes, voir Retribution.
Retribution (stylisé en capitales par la WWE) était un clan de catcheurs heel composé de Mustafa Ali (leader), Reckoning, Mace, Slapjack & T-Bar travaillant à la World Wrestling Entertainment. Le groupe luttait dans la division Raw.
Dès les premiers mois de l'apparition du clan, de nombreux hommes et femmes masqués non-identifiés apparurent de temps en temps pour assister les principaux membres en attaquant tout ce qui bouge.
Le clan est présenté comme un groupe d'individus rejetés, dont le but est de détruire la WWE pour la remodeler à leur manière. Le 3 août 2020, les membres du clan apparaissent masqués, jusqu'à ce que leurs véritables identités soient révélées au grand jour le 21 septembre, avant de découvrir que Mustafa Ali se révèle être le leader du clan le 5 octobre.
Depuis ses débuts, le clan ne cesse de recevoir des avis négatifs au sein du monde du catch, ainsi que de la part des fans.

## Histoire
Le 3 août 2020 à Raw, les lumières du WWE Performance Center s'allumaient et s'éteignaient, une vidéo de surveillance montra un groupe d'individus masqués mettre le feu au générateur du centre avec des cocktails molotov. Quatre jours plus tard à SmackDown, les membres du clan attaquèrent les annonceurs, ainsi que les catcheurs présents dans le public, avant de couper les cordes du ring avec une tronçonneuse. Au cours des semaines, les membres du clan expliquèrent via des vidéos que leurs motivations étaient de détruire le système injuste de la WWE,. Le 21 septembre à Raw, les membres du clan sont révélés : il s'agit respectivement de Mercedes Martinez, Mia Yim, Dio Maddin, Shane Veryzer & Christopher Dijak qui se font désormais appeler RETALIATION, RECKONING, MACE, SLAPJACK & T-BAR. Plus tard dans la soirée, les trois hommes du clan perdent par disqualification face au Hurt Business (Bobby Lashley, Cedric Alexander & Shelton Benjamin) dans un 6-Man Tag Team Match,,.
Le 5 octobre à Raw, Mustafa Ali devait affronter le leader du Hurt Business, MVP, mais son combat est interrompu par les arrivées des membres du clan & ceux du Hurt Business. Il ordonne alors aux membres du clan d'attaquer The Hurt Business, confirmant son leadership au sein du clan & son Heel Turn. Peu après, Martinez souhaita quitter le clan et demanda à retourner à NXT,. Le 19 octobre à Raw, le clan perd face au Hurt Business dans un 8-Man Tag Team Match La semaine suivante à Raw, il perd, une nouvelle fois, face au clan rival dans un 8-Man Tag Team Elimination Match. Le 25 octobre à Hell in a Cell, Mustafa Ali défia n'importe quel membre d'affronter un membre de RETRIBUTION. Finalement, SLAPJACK affronta Bobby Lashley pour le titre des États-Unis, mais ne remporte pas le titre. Après le match, les membres du clan attaquent The All Mighty, jusqu'à l'arrivée en renfort du Hurt Business. Le lendemain à Raw, le clan perd par disqualification face au Hurt Business dans un 8-Man Tag Team Match.
Le 2 novembre à Raw, tout le clan attaque Ricochet & Tucker. Le 16 novembre à Raw, le clan bat Keith Lee, Braun Strowman, Sheamus & Riddle dans un 8-Man Tag Team Match. Le lendemain, RETRIBUTION (kayfabe) hacka le compte Twitter de la WWE et publia des explications des membres du clan sur leurs motivations au sein du groupe. Le 30 novembre à Raw, SLAPJACK bat Ricochet, à la suite des distractions de ses partenaires. Le même soir, RECKONING perd face à Dana Brooke. La semaine suivante à Raw, RECKONING & SLAPJACK perdent face à Dana Brooke & Ricochet dans un Mixed Tag Team Match. La semaine suivante à Raw, Mace bat Ricochet. Après le match, RETRIBUTION attaque Ricochet, Ali lui hurlant qu'il doit rejoindre le clan. Le 21 décembre à Raw, T-BAR bat Ricochet, à la suite des interventions des autres membres du clan. Le 28 décembre à Raw, Mustafa Ali bat Ricochet. Après le match, il lui demande de rejoindre son clan, ce que son adversaire refuse en lui portant un Facebreaker.
Le 25 janvier 2021 à Raw, après la défaite de SLAPJACK face à Xavier Woods, Mustafa Ali annonce sa participation au Royal Rumble. Le 31 janvier au Royal Rumble, le leader du clan entre dans le Royal Rumble masculin en 4e position, élimine Xavier Woods, avant d'être lui-même éliminé par Big E. Le 8 février à Raw, SLAPJACK & T-BAR perdent face au New Day.
Le 21 mars lors du pay-per view Fastlane (2021), Ali perd de nouveau face à Riddle et ne remporte pas le WWE United States Champonship. À la suite de cela, Ali insulte les membres de son clan qui se retournent contre lui, MACE et T-BAR lui portant notamment un doubl sit-out Chokeslam, signant la fin de RETRIBUTION moins d'un an après sa formation.

## Personnage et accueil négatif
Retribution a rencontré une censure immédiate après ses débuts en août 2020.Le journaliste du PWTorch  Zack Heydorn pense que le clan ne vaut pas le battage médiatique que la WWE s'est efforcé de mettre en place, disant, "Rien dans la présentation actuelle de Retribution ne crie le danger, la peur ou le mal. Ils sont comme des moucherons qui pourraient vraisemblablement être écrasés d'un simple mouvement du poignet.." Adam Silverstein de CBS Sports écrit à propos de la deuxième apparition du groupe, "La plupart de ce qu'ils font c'est de sauter et de crier "Yeah" comme un groupe d'adolescents causant des problèmes en sortant de l'école. Il est clair que ce clan a été précipité et mal pensé. Peut-être que lors des enregistrements de la semaine prochaine ils trouveront un chemin plus clair mais en ce moment c'est terrible". Avec leurs vêtements et leur attitude anti-social, ils furent comparés au mouvement Antifa aux États-Unis,. L'éditeur de ProWrestling.net  Jason Powell dit, "WWE Antifa continue de décevoir... Il devrait y avoir une sorte d'excitation autour de l'identité des membres masqués, mais ça avance si pauvrement que j'espère que certains catcheurs ne sont pas impliqués dans ce bazar."
Les critiques négatives continueront les mois suivants. Kevin Berge de Bleacher Report commente sur "l'horrible" révélation des identités des membres du groupe : "Retribution pris en charge l'édition du 21 septembre de Monday Night Raw. Alors que ça pouvait changer la perception de beaucoup de gens sur le groupe, à la place, la soirée entière fut un malheur. Retribution arriva avec des masques idiots... De talentueuses stars dans un angle dont ils pourraient ne jamais sortir."Le reporter de PWTorch  Frank Peteani appela Retribution un "angle hideux à bien des niveaux", et suggéra que les interactions des fans du clan sur les réseaux sociaux étaient un effort pour minimiser l'accueil négatif autour du clan. Dave LaGreca, hôte de Sirius XM's Busted Open, a trouvé que l'attribution de contrats de la WWE au groupe hors-la-loi était absurde. En octobre, Sean Ross Sapp de Fightful fit remarquer que Retribution avait une ressemblance avec The Dark Order, le clan de la All Elite Wrestling (AEW), et appela ça "un projet lancé à la hâte après que Vince McMahon ait été interrogé à plusieurs reprises sur la baisse du nombre de téléspectateurs, le manque de direction créative et l'absence de nouvelles stars." Il a fustigé l'histoire autour du clan", écrivant, "L'arrivée de Retribution était nulle... ça n'avait aucun sens et ça n'en a toujours pas. Pourquoi ont-ils été autorisé à venir ? Pourquoi n'ont-ils pas été arrêtés ?" Lors d'une FAQ de novembre, le journaliste du PWInsider' Dave Scherer reçu comme question "est-ce que le clan peut s'en sortir?", il répondit "Ils ont été bookés si mal, je ne pense pas qu'ils ne puissent jamais être meilleurs qu'ils ne sont maintenant". Scherer déplora qu'Ali, étant le seul membre à ne pas avoir son "identité cachée"  aura une "puanteur permanente sur lui" Lors d'une autre FAQ en décembre, Scherer dit que le clan n'était "qu'un groupe de perdants [...] Ils ont soufflé ce clan, c'est épiquement mauvais."
La présentation de Retribution a également reçu des réactions négatives de la part de personnalités passées et présentes au sein de l'industrie du catch. L'ancien annonceur de la World Championship Wrestling (WCW) Mark Madden et le lutteur de l'AEW Chris Jericho ont exprimé leur confusion quant à la raison pour laquelle la WWE embaucherait la faction, l'ancien disant que "le catch peut parfois être si stupide",. Le lutteur à la retraite CM Punk a plaisanté en disant que le masque porté par Slapjack était une conséquence de son "ennui dans la restauration" près "d'une abondance d'assiettes en carton". L'ancien dirigeant de la WCW et de la WWE, Eric Bischoff, a feint la confusion entre "T-Bone ou T-Bar ou T-Rex", et a déclaré: "C'est une histoire foutue. C'est juste. Pourriez-vous bousiller un scénario d'invasion plus que ça sur une aussi courte période ? " Fightful a rapporté qu'ils avaient discuté du roster avec plusieurs talents de la WWE: les noms de ring des membres ont été unanimement critiqués, un lutteur les comparant à «quelque chose d'un mauvais film ou jeu [vidéo]». Un talent féminin a déploré la présence de Martinez et Yim en tant que membres de Retribution, affirmant que ces femmes "faisaient face à une bataille pour ne pas rendre ce look aussi stupide qu'il est". À la suite du retrait soudain de Martinez (alias Retaliation) du groupe, le lutteur à la retraite Lance Storm l'a qualifiée de «survivante» et a suggéré qu'elle «pousserait un soupir de soulagement».

## Membres du groupe
| Membres                        | Arrivée        | Départ         | Notes                                                                    |
| ------------------------------ | -------------- | -------------- | ------------------------------------------------------------------------ |
| Mustafa Ali (leader)           | 5 octobre 2020 | 21 mars 2021   |                                                                          |
| T-BAR                          | 3 août 2020    | 21 mars 2021   |                                                                          |
| MACE                           | 3 août 2020    | 21 mars 2021   |                                                                          |
| SLAPJACK                       | 3 août 2020    | 21 mars 2021   |                                                                          |
| RECKONING                      | 3 août 2020    | 21 mars 2021   |                                                                          |
| RETALIATION                    | 3 août 2020    | 9 octobre 2020 | Elle a quitté le groupe pour retourner à NXT.                            |
| Membres masqués non-identifiés | 3 août 2020    | 5 octobre 2020 | La date du 5 octobre 2020 représente leur dernière apparition télévisée. |